# Poecilandra
Poecilandra là một chi thực vật có hoa trong họ Ochnaceae.

## Loài
Chi Poecilandra gồm các loài: